# Mastrus gravipunctor
Mastrus gravipunctor là một loài tò vò trong họ Ichneumonidae.